# Vitsprötad skymningssvärmare

Vitsprötad skymningssvärmare Hyles euphorbiae är en fjärilsart som beskrevs av Bienert. 1869. Vitsprötad skymningssvärmare ingår i släktet Hyles och familjen svärmare. Inga underarter finns listade i Catalogue of Life.

## Bildgalleri

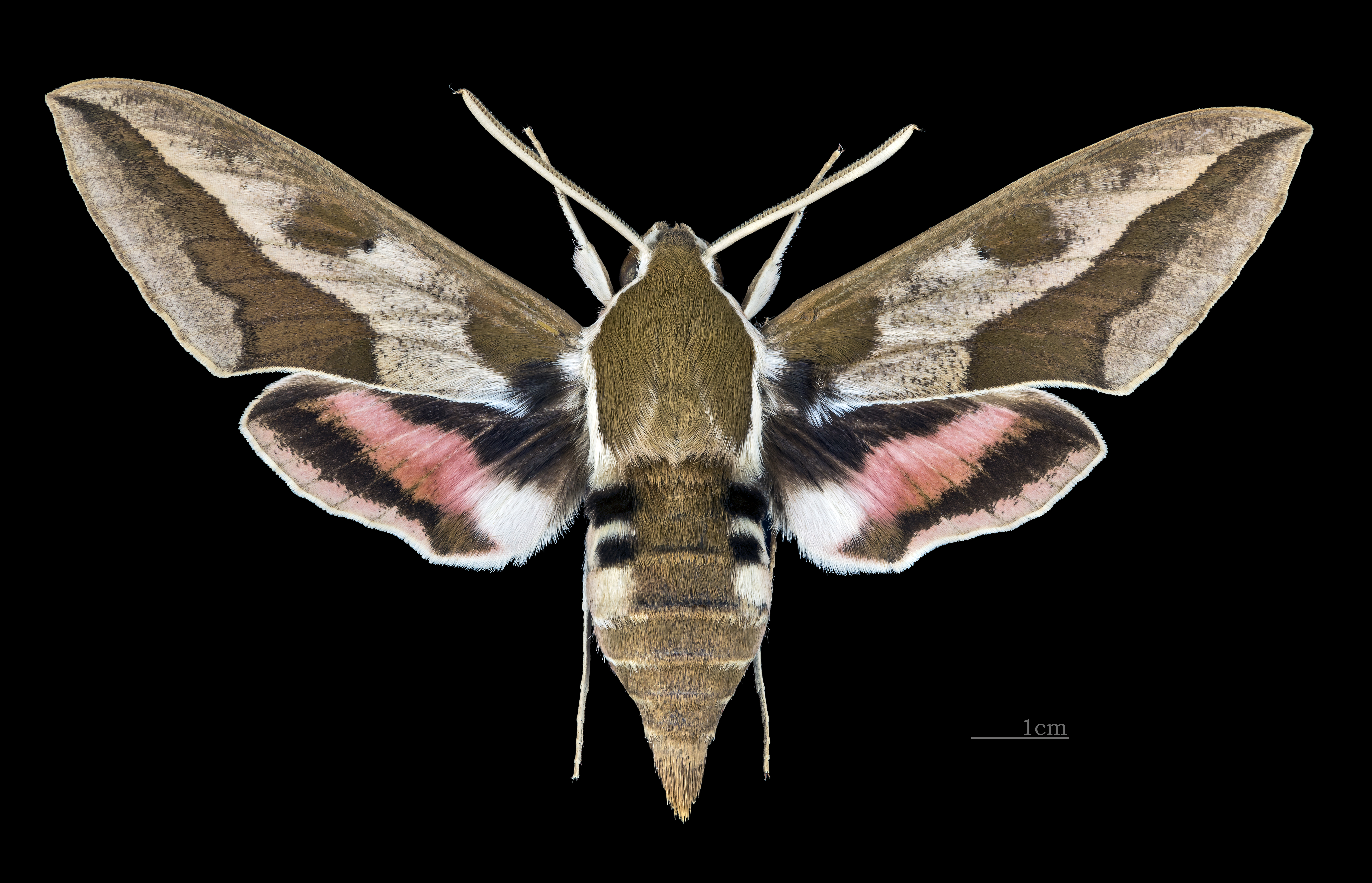
Vitsprötad skymningssvärmare, Hyles euphorbiae, ♂
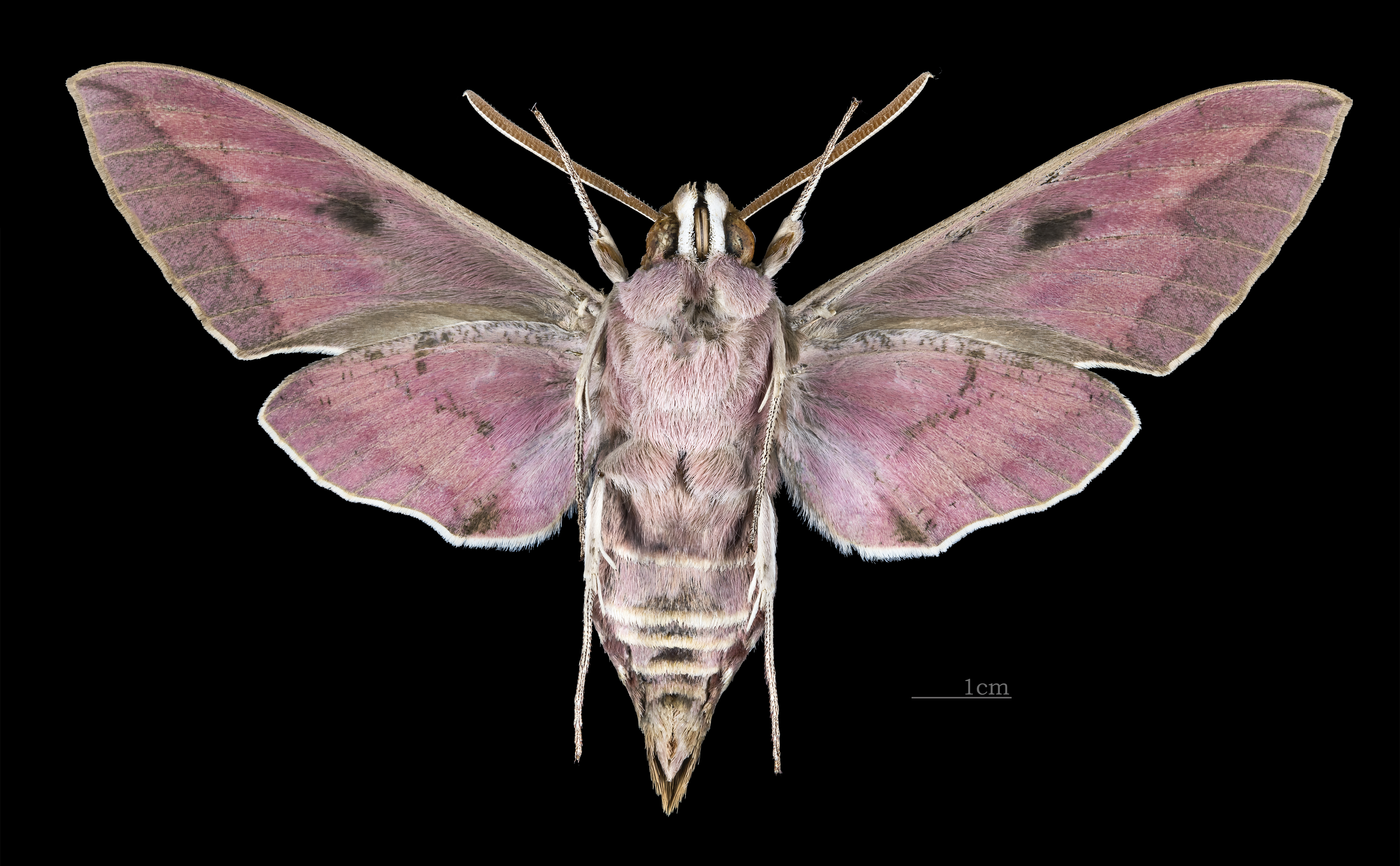
Vitsprötad skymningssvärmare, Hyles euphorbiae, ♂
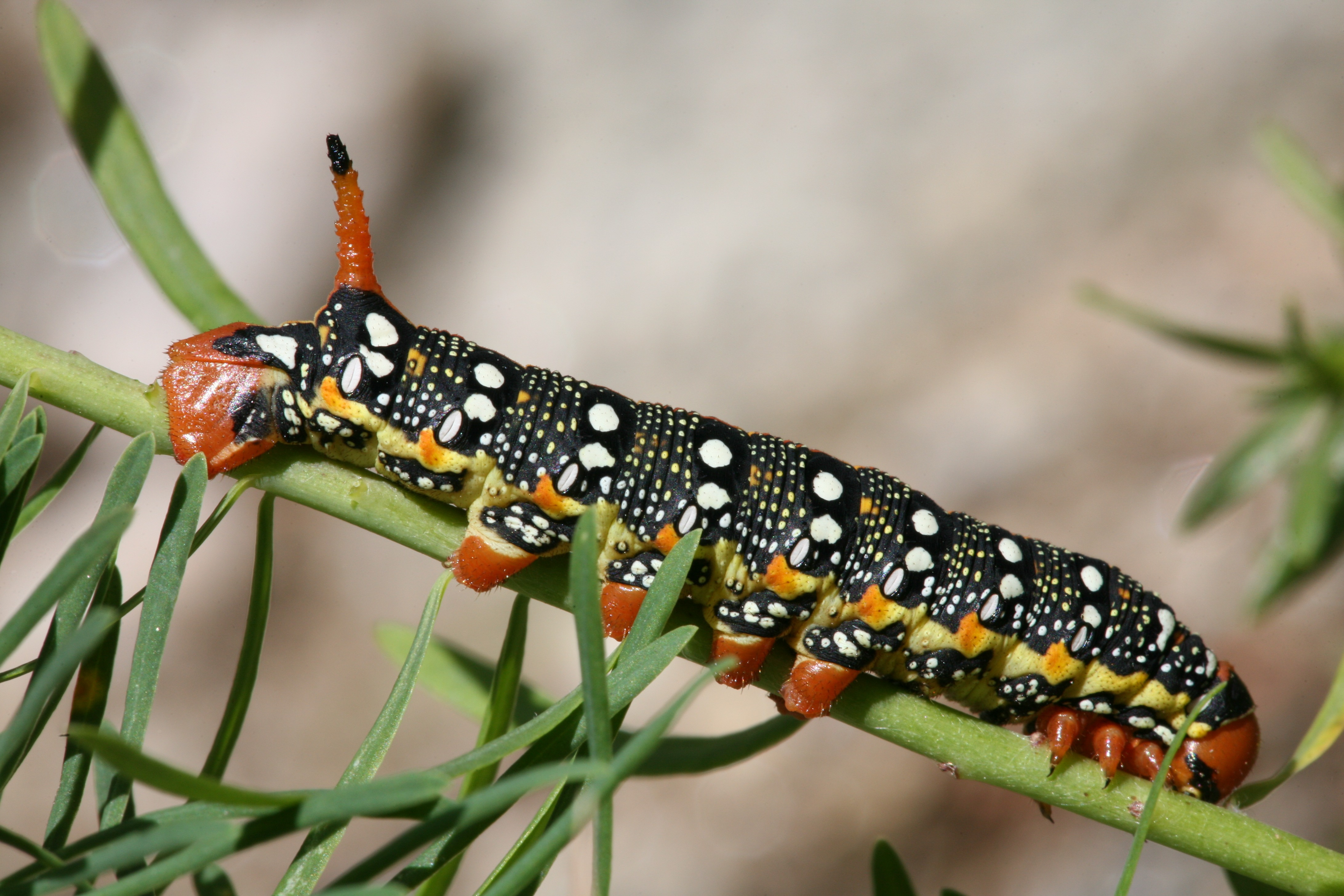
Vitsprötad skymningssvärmare, Hyles euphorbiae, larv